# Quatrième circonscription de Paris de 1988 à 2012
Pour les articles homonymes, voir Quatrième circonscription de Paris de 1958 à 1986 et Quatrième circonscription de Paris depuis 2012.
La quatrième circonscription de Paris est l'une des 21 circonscriptions électorales françaises que compte le département de Paris (75) situé en région Île-de-France de 1986 à 2010. D'après les chiffres de l'Institut National de la Statistique et des Études Économiques (INSEE) de 1999, la population de cette circonscription est estimée à 95 086 habitants.

## Délimitation de la circonscription
Entre 1988, année des premières élections après le rétablissement du scrutin uninominal majoritaire par circonscription, et le redécoupage des circonscriptions réalisé en 2010, la circonscription recouvre les 8e et 9e arrondissements.
Cette délimitation s'applique donc aux IXe, Xe, XIe, XIIe et XIIIe législatures de la Cinquième République française.
Cette quatrième circonscription de Paris correspond à l'adjonction des sixième et septième circonscriptions de la période 1958-1986, la sixième recouvrait l'intégralité du 8e arrondissement et la septième, l'intégralité du 9e.

## Députés

### Élection du 16 mars 1986 au scrutin proportionnel
En 1985, le président de la république François Mitterrand changea le mode de scrutin des députés en rétablissant le scrutin proportionnel. Le nombre de députés du département de Paris fut ramené de 31 à 21.
| Législature | Début de mandat | Fin de mandat | Député élu        |  | Parti politique | Observations                                                       |
| ----------- | --------------- | ------------- | ----------------- |  | --------------- | ------------------------------------------------------------------ |
| VIIIe       | 2 avril 1986    | 14 mai 1988   | Gabriel Kaspereit |  | RPR             | mandat écourté à la suite d'une dissolution de François Mitterrand |

### Élections depuis 1988
Après les élections du 16 mars 1986, le nouveau premier ministre Jacques Chirac rétablissait le scrutin majoritaire à deux tours. Le nombre de députés était maintenu à 21 et les circonscriptions électorales antérieures étaient donc ramenées de 31 à 21. L'ancienne sixième circonscription (le 8e arrondissement de Paris) et l'ancienne septième circonscription (le 9e arrondissement de Paris) fusionnèrent pour former la nouvelle quatrième circonscription.
| Législature | Début de mandat | Fin de mandat   | Député élu        |  | Parti politique | Observations                                                  |
| ----------- | --------------- | --------------- | ----------------- |  | --------------- | ------------------------------------------------------------- |
| IXe         | 23 juin 1988    | 1er avril 1993  | Gabriel Kaspereit |  | RPR             |                                                               |
| Xe          | 2 avril 1993    | 21 avril 1997   | Gabriel Kaspereit |  | RPR             | mandat écourté à la suite d'une dissolution de Jacques Chirac |
| XIe         | 12 juin 1997    | 18 juin 2002    | Pierre Lellouche  |  | RPR             |                                                               |
| XIIe        | 19 juin 2002    | 25 juin 2007    | Pierre Lellouche  |  | UMP             |                                                               |
| XIIIe       | 26 juin 2007    | 23 juillet 2009 | Pierre Lellouche  |  | UMP             | nommé au gouvernement                                         |
| XIIIe       | 23 juillet 2009 | 17 juin 2012    | Edwige Antier     |  | UMP             | suppléante de Pierre Lellouche                                |

## Historique des résultats

### Élections législatives de 1988
|                                  | Gabriel Kaspereit sortant réélu | RPR (URC)      | 21 053 | 58,45  |  |  |  |
|                                  | Vincent Golman                  | PS             | 9 599  | 26,65  |  |  |  |
|                                  | Jean-Baptiste Biaggi            | FN             | 3 899  | 10,83  |  |  |  |
|                                  | Jean Vuillermoz                 | PCF            | 1 106  | 3,07   |  |  |  |
|                                  | Christian Szigeti               | Divers         | 190    | 0,53   |  |  |  |
|                                  | Maurice Mercante                | Divers         | 170    | 0,47   |  |  |  |
|                                  |                                 |                |        |        |  |  |  |
| Inscrits                         | Inscrits                        | Inscrits       | 60 450 | 100,00 |  |  |  |
| Abstentions                      | Abstentions                     | Abstentions    | 24 074 | 39,82  |  |  |  |
| Votants                          | Votants                         | Votants        | 36 376 | 60,18  |  |  |  |
| Blancs et nuls                   | Blancs et nuls                  | Blancs et nuls | 359    | 0,99   |  |  |  |
| Exprimés                         | Exprimés                        | Exprimés       | 36 017 | 99,01  |  |  |  |
| Source : Le Monde du 7 juin 1988 |                                 |                |        |        |  |  |  |

Le suppléant de Gabriel Kaspereit était Claude Roland, conseiller en communication.

### Élections législatives de 1993
|                       | Gabriel Kaspereit sortant réélu | RPR (UPF)      | 19 143 | 56,08  |  |  |  |
|                       | Jacques Bravo                   | PS (ADFP)      | 5 589  | 16,37  |  |  |  |
|                       | Éliane Dumont                   | FN             | 3 726  | 10,91  |  |  |  |
|                       | Michel Butel                    | GÉ (EÉ)        | 2 835  | 8,30   |  |  |  |
|                       | Jacques Daguenet                | PCF            | 1 112  | 3,25   |  |  |  |
|                       | Laurence Boulinier              | LO             | 552    | 1,61   |  |  |  |
|                       | Élisabeth Naim                  | LT-LNÉ         | 430    | 1,25   |  |  |  |
|                       | Monique Ninaca                  | UÉD            | 329    | 1,03   |  |  |  |
|                       | Joseph Cohen                    | PLN            | 148    | 0,43   |  |  |  |
|                       | Maurice Mercante                | Divers         | 143    | 0,41   |  |  |  |
|                       | Pierre-Emmanuel Ouannou         | MDR            | 111    | 0,32   |  |  |  |
|                       | Guy Dorchies                    | Extrême droite | 93     | 0,27   |  |  |  |
|                       |                                 |                |        |        |  |  |  |
| Inscrits              | Inscrits                        | Inscrits       | 54 865 | 100,00 |  |  |  |
| Abstentions           | Abstentions                     | Abstentions    | 19 685 | 35,88  |  |  |  |
| Votants               | Votants                         | Votants        | 35 180 | 64,12  |  |  |  |
| Blancs et nuls        | Blancs et nuls                  | Blancs et nuls | 1 045  | 2,97   |  |  |  |
| Exprimés              | Exprimés                        | Exprimés       | 34 135 | 97,03  |  |  |  |
| Source : Data.gouv.fr |                                 |                |        |        |  |  |  |

La suppléante de Gabriel Kaspereit était Marie-Thérèse Hermange, Conseillère de Paris (8ème arrondissement), adjointe au maire de Paris, conseillère régionale.

### Élections législatives de 1997
| Candidat       | Candidat                             | Parti             | Premier tour | Premier tour | Second tour | Second tour |  |
| Candidat       | Candidat                             | Parti             | Voix         | %            | Voix        | %           |  |
| -------------- | ------------------------------------ | ----------------- | ------------ | ------------ | ----------- | ----------- |  |
|                | Pierre Lellouche élu                 | RPR               | 9 816        | 31,51        | 20 239      | 64,34       |  |
|                | Jacques Bravo                        | PS                | 6 856        | 22,01        | 11 217      | 35,66       |  |
|                | Gabriel Kaspereit sortant            | diss. RPR         | 5 317        | 17,07        |             |             |  |
|                | Eliane Dumont                        | FN                | 3 065        | 9,84         |             |             |  |
|                | Jacques Daguenet                     | PCF               | 1 332        | 4,28         |             |             |  |
|                | Joseph Finkelsztajn                  | Divers écologiste | 804          | 2,58         |             |             |  |
|                | Bruno North                          | LDI (CNIP)        | 755          | 2,42         |             |             |  |
|                | Franck Bensussan                     | LO                | 589          | 1,89         |             |             |  |
|                | Danielle Deriaz                      | GÉ                | 587          | 1,88         |             |             |  |
|                | Jean-Claude Briffault (Dit Chatriot) | Divers droite     | 500          | 1,61         |             |             |  |
|                | Frédéric Faure                       | MÉI               | 402          | 1,29         |             |             |  |
|                | Malik N'Guyen Van Ho                 | Divers            | 254          | 0,82         |             |             |  |
|                | Olivia Droin                         | US4J              | 247          | 0,79         |             |             |  |
|                | Alain Mathieu                        | Divers droite     | 238          | 0,76         |             |             |  |
|                | Françoise Boyvineau                  | MDR               | 128          | 0,41         |             |             |  |
|                | Christian Gros                       | Divers            | 120          | 0,39         |             |             |  |
|                | Daniel Ponthier                      | Extrême droite    | 56           | 0,18         |             |             |  |
|                | Samir El Jiries                      | Divers            | 39           | 0,13         |             |             |  |
|                | Emmanuel Ouannou                     | Divers droite     | 25           | 0,08         |             |             |  |
|                | François Giorgi                      | Divers            | 11           | 0,04         |             |             |  |
|                | Autres candidats                     | Divers            | 22           | 0,07         |             |             |  |
|                |                                      |                   |              |              |             |             |  |
| Inscrits       | Inscrits                             | Inscrits          | 52 590       | 100,00       | 52 585      | 100,00      |  |
| Abstentions    | Abstentions                          | Abstentions       | 20 650       | 39,27        | 19 713      | 37,49       |  |
| Votants        | Votants                              | Votants           | 31 940       | 60,73        | 32 872      | 62,51       |  |
| Blancs et nuls | Blancs et nuls                       | Blancs et nuls    | 788          | 2,47         | 1 416       | 4,31        |  |
| Exprimés       | Exprimés                             | Exprimés          | 31 152       | 97,53        | 31 456      | 95,69       |  |

Le suppléant de Pierre Lellouche était Vincent Reina, conseiller de Paris.

### Élections législatives de 2002
|                | Pierre Lellouche sortant réélu | UMP              | 18 771 | 53,2   |  |  |  |
|                | Emmanuelle Prouet              | PS               | 9 249  | 26,21  |  |  |  |
|                | Annie Thierry                  | FN               | 2 218  | 6,29   |  |  |  |
|                | Jean-Bernard Peyronel          | Les Verts        | 1 440  | 4,08   |  |  |  |
|                | Pascal Chicard                 | ÉD               | 569    | 1,61   |  |  |  |
|                | Daniel Rémy                    | RPF              | 564    | 1,6    |  |  |  |
|                | Margarita Modrono              | Pôle républicain | 449    | 1,27   |  |  |  |
|                | Patrice Cohen-Séat             | PCF              | 448    | 1,27   |  |  |  |
|                | Muriel Devillers               | Cap21            | 373    | 1,06   |  |  |  |
|                | Marianne Leconte               | LCR              | 334    | 0,95   |  |  |  |
|                | Géraldine Le Vert              | MNR              | 197    | 0,56   |  |  |  |
|                | Alain Jambrin de Keralun       | Divers droite    | 142    | 0,4    |  |  |  |
|                | Muriel Binn                    | ND               | 131    | 0,37   |  |  |  |
|                | Franck Bensussan               | LO               | 122    | 0,35   |  |  |  |
|                | Bernard Ollivier               | CPNT             | 96     | 0,27   |  |  |  |
|                | Pierre Hodbert                 | Divers           | 82     | 0,23   |  |  |  |
|                | Dominique Garrigues            | GÉ               | 81     | 0,23   |  |  |  |
|                | Jean Aillaud                   | Divers           | 16     | 0,05   |  |  |  |
|                |                                |                  |        |        |  |  |  |
| Inscrits       | Inscrits                       | Inscrits         | 51 076 | 100,00 |  |  |  |
| Abstentions    | Abstentions                    | Abstentions      | 15 444 | 30,24  |  |  |  |
| Votants        | Votants                        | Votants          | 35 632 | 69,76  |  |  |  |
| Blancs et nuls | Blancs et nuls                 | Blancs et nuls   | 350    | 0,98   |  |  |  |
| Exprimés       | Exprimés                       | Exprimés         | 35 282 | 99,02  |  |  |  |

Le suppléant de Pierre Lellouche était François Lebel, maire du 8ème arrondissement de Paris.

### Élections législatives de 2007
|                                                               | Pierre Lellouche sortant réélu | UMP                        | 19 456 | 51,96  |
|                                                               | Corinne Barlis                 | PS                         | 7 704  | 20,57  |
|                                                               | Claire Gibault                 | UDF–MoDem                  | 5 272  | 14,08  |
|                                                               | Nicole Azzaro                  | Les Verts                  | 1 399  | 3,74   |
|                                                               | Annie Thierry                  | FN                         | 896    | 2,39   |
|                                                               | Fanny Gallot                   | Extrême gauche (LCR)       | 571    | 1,52   |
|                                                               | Hélène Bidard                  | PCF                        | 571    | 1,52   |
|                                                               | Claire Vlach                   | MPF                        | 432    | 1,15   |
|                                                               | Tiphaine Scott de Martinville  | NC                         | 325    | 0,87   |
|                                                               | Laurence Petit                 | Divers droite (AL)         | 236    | 0,63   |
|                                                               | Cynthia Schiettecatte          | Divers écologiste (LT-LNÉ) | 217    | 0,58   |
|                                                               | Nicolas Ballu                  | Divers (LFA)               | 162    | 0,43   |
|                                                               | Jean-Marie Receveur            | Extrême droite (MNR)       | 115    | 0,31   |
|                                                               | Franck Bensussan               | Extrême gauche (LO)        | 90     | 0,24   |
|                                                               | François Dauplay               | Divers                     | 1      | 0,00   |
|                                                               |                                |                            |        |        |
| Inscrits                                                      | Inscrits                       | Inscrits                   | 59 601 | 100,00 |
| Abstentions                                                   | Abstentions                    | Abstentions                | 21 887 | 36,72  |
| Votants                                                       | Votants                        | Votants                    | 37 714 | 63,28  |
| Blancs et nuls                                                | Blancs et nuls                 | Blancs et nuls             | 267    | 0,71   |
| Exprimés                                                      | Exprimés                       | Exprimés                   | 37 447 | 99,29  |
| Source : Ministère de l'Intérieur et Le Monde du 11 juin 2007 |                                |                            |        |        |

## Évolution de la circonscription
En 2012, cette circonscription a été intégrée à la nouvelle première circonscription, à l'exception de la moitié nord du quartier de Rochechouart, qui a rejoint la nouvelle dix-huitième circonscription.